# François-Denis Camusat
Pour les articles homonymes, voir Camusat.
François-Denis Camusat, né le 30 avril 1700 à Besançon et mort le 29 octobre 1732 à Amsterdam, est un historien de la littérature et de la presse et un éditeur français.

## Biographie

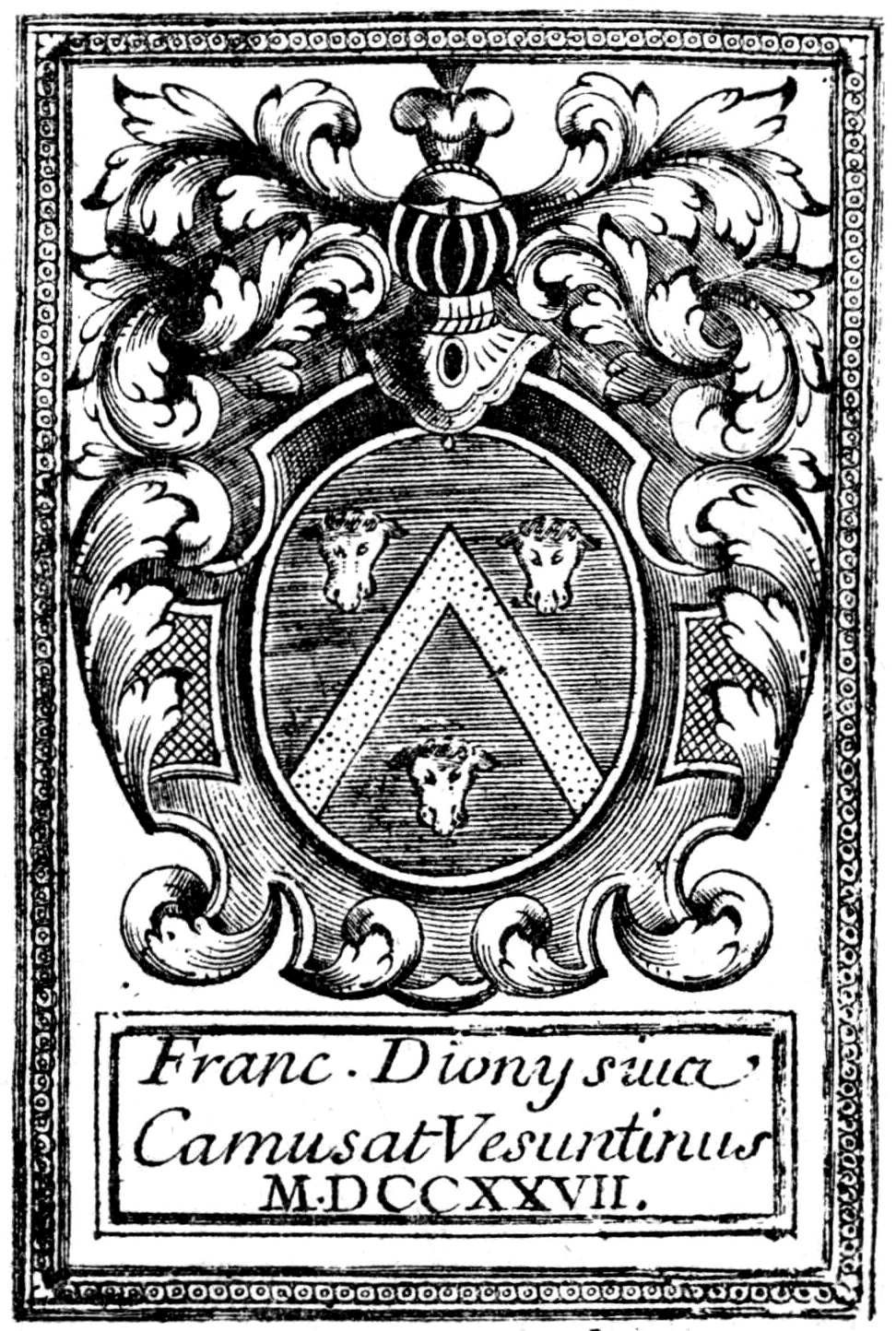
Ex-libris de François-Denis Camusat (1727)

François-Denis Camusat était le fils d'un avocat au parlement de Bourgogne originaire de Troyes et le neveu de Nicolas Camusat. En 1716, il publie une « Histoire des journaux imprimés en France » qui le fait connaître. Entré au service du cardinal d'Estrées comme bibliothécaire, il est chargé d'acheter des livres en Hollande, où il passe les dernières années de sa vie, dans des conditions matérielles précaires. Il y publie plusieurs ouvrages d'histoire littéraire, notamment sur les journaux et la presse.
Parmi ces ouvrages, l'un de ceux qui ont le plus retenu l'attention a été publié anonymement en 1734, deux ans après sa mort. Il s'agit de l'« Histoire critique des Journaux », dans laquelle il donne un panorama complet de tous les journaux et périodiques français, et notamment, parmi les plus connus, le Journal des savants et les Mémoires de l'Académie des inscriptions, leur origine, leurs collaborateurs, leurs objectifs. C'est probablement le premier traité dans cette matière, fournissant nombre de détails intéressants, que l'on ne retrouve nulle part ailleurs.
Avec Louis Coquelet et Pierre Carle, il publie à Paris, en 1726-1727 un curieux ouvrage sur les charlatans, bateliers, les débitants de poudre et de panacées, intitulé « Critique de la charlatanerie, divisée en plusieurs discours, en forme de panégyrique, faits & prononcés par Elle-même », qui nous montre que la charlatanerie et l'escroquerie intellectuelle ne datent pas d'aujourd'hui.
Une polémique opposa pendant plusieurs années François-Denis Camusat à l'écrivain hollandais Justus Van Effen, auteur notamment du « Spectateur hollandais » (1731), qui écrivait en français et traduisait Jonathan Swift et Daniel Defoe dans la langue de Molière: si elle est d'abord une querelle de personnes, cette controverse traduit aussi l'opposition entre deux conceptions du journalisme.
Il a aussi publié des éditions de l'abbé de Choisy et de Mézeray, ainsi que des poésies de l'abbé de Chaulieu et de La Fare.

## Citations
« Vous écrivez passablement pour un étranger, mais le goût du terroir ne se perd jamais à vos transpositions forcées, à vos constructions louches, à vos termes impropres et bas, nous reconnaîtrons toujours que notre langue ne vous est pas naturelle. » (À Justus Van Effen)

## Publications
- Histoire des journaux en France, 1716.
- Mémoires historiques et critiques, Amsterdam, 1722.
- Bibliothèque française ou histoire littéraire de la France, Amsterdam, 1723.
- Mélanges de littérature, tirés des lettres manuscrites de Chapelain, Paris, 1726.
- Critique de la charlatanerie, divisée en plusieurs discours, en forme de panégyrique, faits & prononcés par Elle-même, Paris, Veuve Mergé, 2 t., 1726-1727.
- Critique desintéressée des journaux littéraires et des ouvrages des savans, La Haye, 1730
- Bibliothèque de Ciacconius, avec des notes, Paris, 1731.
- Histoire critique des Journaux, Amsterdam, 1734.Publié anonymement sous la signature « par M. C*** »

## Pour approfondir